# Dinka (språk)
Dinka är ett nilotiskt språk som främst talas av dinkafolket som är den största folkgruppen i Sydsudan. Språket består av fem huvudvarianter, ngok, rek, agaar, twic och bor, som skiljer sig ganska mycket från varandra. Dinka är besläktat med nuer och luo. Språket talas framför allt längs Nilen, främst väster om Vita Nilen i regionen Bahr el Ghazal (Northern Bahr el Ghazal, Western Bahr el Ghazal, Lakes och Warrap), Övre Nilen och Södra Kordofan. 
Dinka skrivs med en variant av det latinska alfabetet där några bokstäver lagts till medan andra inte används som f, j, q, s, v, x, och z. De gemena bokstäver som används är: 
a ä b c d dh e ë ɛ ɛ̈ g ɣ i ï j k l m n nh ny ŋ t th u w o ö ɔ ɔ̈ p r y